# Czernice (przystanek kolejowy)
Czernice – zlikwidowany przystanek kolejowy w Czernicach w województwie zachodniopomorskim, w Polsce.